# Włośnianka malutka

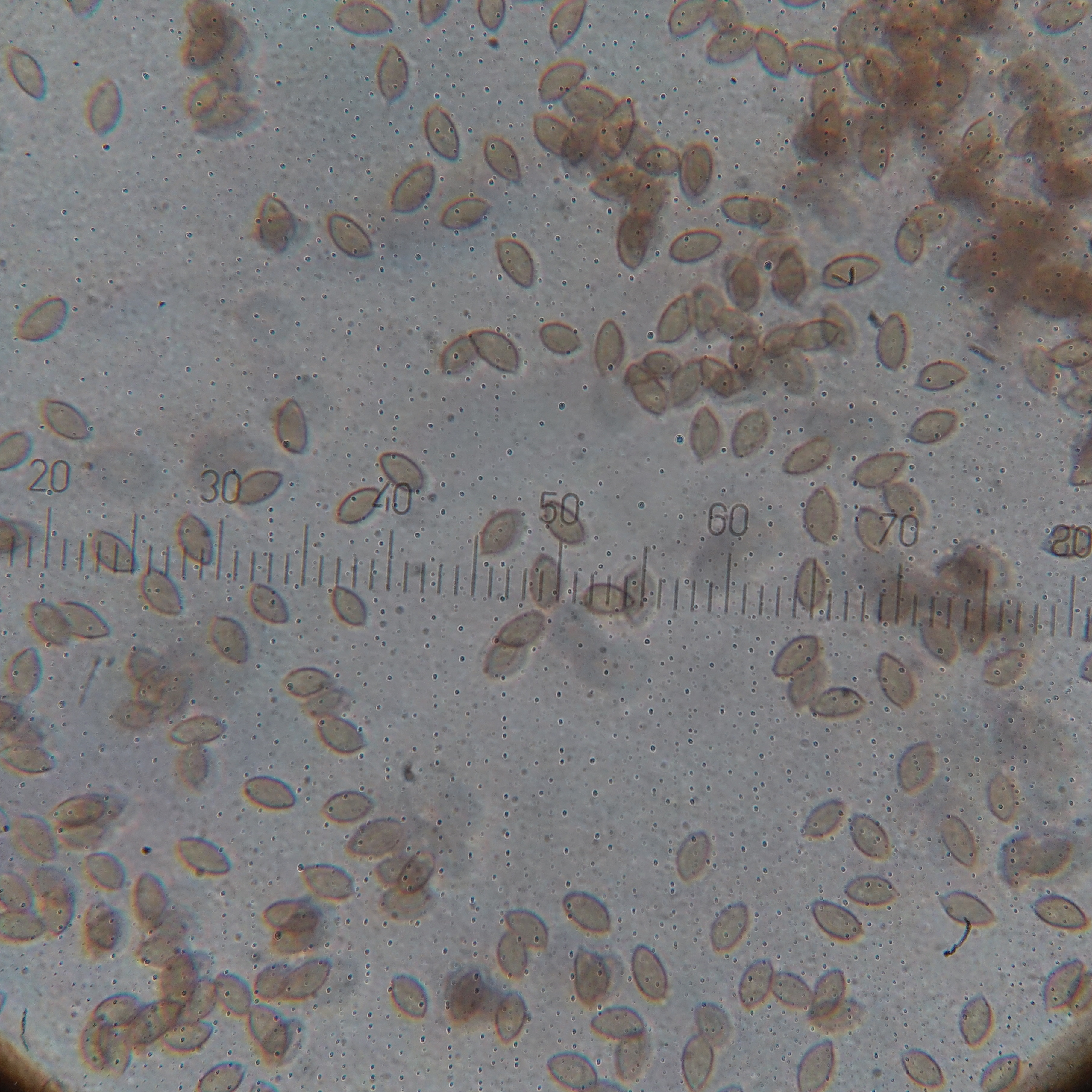
Zarodniki

Włośnianka malutka (Hebeloma pusillum J.E. Lange) – gatunek grzybów należący do rodziny pierścieniakowatych (Strophariaceae).

## Systematyka i nazewnictwo
Pozycja w klasyfikacji według Index Fungorum: Hebeloma, Strophariaceae, Agaricales, Agaricomycetidae, Agaricomycetes, Agaricomycotina, Basidiomycota, Fungi.
Po raz pierwszy opisał go Jakob Emanuel Lange w 1940 r. Nie wskazał holotypu, ale w późniejszych latach podano lektotyp i epityp Niektóre synonimy łacińskie:
- Hebeloma pusillum J.E. Lange 1938
- Hebelomatis pusillum (J.E. Lange) Locq. 1979

Nazwę polską podał Władysław Wojewoda w 2003 r.

## Morfologia
Kapelusz
Średnica 1–3 cm. U młodych okazów płaskostożkowaty, u starszych dzwonkowaty, w końcu łukowaty i zazwyczaj posiadający tępy garb. Brzeg ostry i gładki, długo pozostaje podwinięty. Powierzchnia jedwabiście połyskująca lub matowa, podczas wilgotnej pogody śliska i lepka. Środek kapelusza ma barwę od orzechowej do cynamonowobrązowej, zewnętrzna część jest dużo jaśniejsza – kremowobiała a strefa brzegowa biaława.
Blaszki
Szerokie, wąsko przyrośnięte, o biało owłosionych ostrzach. Początkowo mają białawy lub kremowy kolor, z czasem ciemnieją przyjmując kolor bladobrązowy, zawsze jednak z różowawym odcieniem. Na blaszkach czasami występują opalizujące kropelki, po wysuszeniu brązowoczerwone smugi.
Trzon
Wysokość 3–5 cm, grubość 1–3 mm, cylindryczny, dołem szerszy, sprężysty, pełny. W górnej części jest białawy i pokryty włóknistymi płatkami lub watowaty, w dolnej ciemniejszy, brązowawy.
Miąższ
Cienki, biały lub wodnistoszary. Zapach rzodkwi, smak również podobny do rzodkwi, lub gorzkawy.
Wysyp zarodników
Brązowy.
Cechy mikroskopowe
Zarodniki o migdałowatym kształcie i rozmiarach 10–14 × 5,5–7 μm.

## Występowanie i siedlisko
Występuje w Ameryce Północnej, Europie i Azji. W Polsce gatunek rzadki. W. Wojewoda w 2003 r. przytoczył 6 stanowisk, w późniejszych latach podano następne, a najbardziej aktualne podaje internetowy atlas grzybów. Znajduje się na Czerwonej liście roślin i grzybów Polski. Ma status R – potencjalnie zagrożony z powodu ograniczonego zasięgu geograficznego i małych obszarów siedliskowych. Znajduje się na czerwonych listach także w Austrii, Szwajcarii, Danii i w Niemczech.
Naziemny grzyb mykoryzowy. Występuje głównie na terenach podmokłych, w lasach, ogrodach. Rośnie na próchnicznej ziemi, głównie pod olchami (szczególnie pod olchą szarą) i wierzbami.

## Znaczenie
Grzyb niejadalny. Nie wiadomo nic o jego własnościach spożywczych, nie wiadomo też czy jest trujący, ponieważ jednak wiele włośnianek to grzyby trujące, póki co należy go uważać za grzyb niejadalny.